# Жорж Помпиду
Жорж Жан-Ремон Помпиду (фр. Georges Jean-Raymond Pompidou; Монбудиф, 5. јул 1911 — Париз, 2. април 1974) је био француски премијер 1962—1968. држећи најдуже ту позицију, и касније председник од 1969. године па до своје смрти 1974. године.

## Биографија
Рођен је у комуни Монбудиф,у департману Кантал у централној Француској.Након дошколовавања у школи Lycée Louis-le-''Grand,где се спријатељио са будућим Сенегалским песником и државником Леополдом Сенгором, дипломирао је на Вишој нормалној школи на тему агрегације у литератури. Прво је предавао књижевност у школи lycée Henri IV у Паризу све док се није запослио 1953. године у компанији Ротшилд код Гаја де Ротшилда. Године 1956. је постављен за генералног менаџера и на тој позицији је остао до 1962. године. Касније је позван од стране Шарла де Гола да руководи фондацијом Ана де Гол за особе оболеле од Дауновог синдрома (Ана де Гол је била ћерка Шарла де Гола).

## Председник владе
Обављао је функцију председника владе за време Де Гола, након оставке Мишела Дебреа, од 16. априла 1962. до 21. јула 1968, и до дана данашњег је председник владе са најдужим стажом у Петој Републици. Његово именовање је изазвало контроверзе јер он није био члан Народне Скупштине. Октобра 1962. скупштина му је изгласала неповерење али је Де Гол у том тренутку распустио Народну Скупштину и расписао изборе. Голисти су победили на парламентарним изборима и Помпиду је реизабран на место председника владе. 1964. се суочио са великим штрајком рудара. Водио је Голисте на парламентарним изборима 1967. године где се победили са малом разликом. Помпиду се даје највеће признање за мирно решавање студентских протеста у мају 1968. године. Његова стратегија је била да разбије коалицију студената и радника кроз преговоре са синдикатима и запосленима. До ове кризе био је председник владе у мирној и просперитетној Француској.
Ипак током протеста 1968. године дошло је до размимоилажења Помпидуа и Де Гола. Помпиду је био љут зашто га Де Гол није обавестио о његовом путовању у Баден-Баден 29. маја те године. Њихов однос који је до тог тренутка био одличан, од тог тренутка ће постати затегнутији. Помпиду је поново водио странку до убедљиве победе на парламентарним изборима 1968. године, али је након тога дао оставку. Ипак, пре свега због свог ангажмана у решавању кризе у мају 1968. године, у јавности се истицао као природни наследник Де Гола. Помпиду је објавио кандидатуру за председника у јануару 1969. године. Неколико недеља касније његова жена се помиње у Марковић скандалу, у којем се потврђује његов статус рогоње. Помпиду је био сигуран да су Де Голови унутрашњи кругови одговорни за ту мрљу у његовој биографији.

## Председник
Након пропалог референдума из 1969. године Де Гол подноси оставку и Помпиду постаје председник Француске. На свеопштим изборима 15.јуна 1969. године побеђује Председника Сената и вршиоца дужности Председника Алана Поера са 15% више гласова. Иако и сам Голиста, Помпиду је био прагматичнији од Де Гола, посебно олакшавајући приступање Велике Британије Европској Заједници 1. јануара 1973. Почео је са планом индустријализације и иницирао програм Arianespace, као и пројекат брзог воза ТЖВ, и тако допринео развијању цивилног нуклеарног програма. Био је скептичан по питању концепта "Новог друштва" који је предложио председник владе Жак Чабан-Делма. Чабан-Делма је 1972. године замењен Пјером Месмером,нешто конзервативнијим Голистом.
Док се лево оријентисана опозиција организовала пропагирајући заједнички програм пред изборе 1971. године, Помпиду је проширио своју "председничку већину" укључујући централистичке про-Европске партије.
Помпдиуово време проведено у служби председника је обележено константним напорима да се модернизује француска престоница. То се може видети кроз конструисање модерног музеја уметности Центра Бобур (преименован у центар Помпиду након његове смрти). Остали покушаји модернизације укључују и рушење маркета на отвореном у предграђу Ле Хал, и изградњом новог тржног центра са истим називом. Такође је заслужан за изградњу куле Монтпарнас и аутоцесте на десној обали реке Сене.
Док је још био на функцији председника, Помпиду је изненада преминуо 2. априла 1974. године, од ретког облика рака крви. Меморијалној служби у Нотр Даму је присуствовало око 3.000 достојанственика, укључујући представнике 82 земље и 28 шефова држава (на челу југословенске делегације је био потпредседник Председништва Митја Рибичич). Помпидуова жена Клод Помпиду је преминула тек 30 година касније. Пар је имао једног сина Алана Помпидуа, бившег председника Европске канцеларије за патенте.